# 哈普薩盧城堡

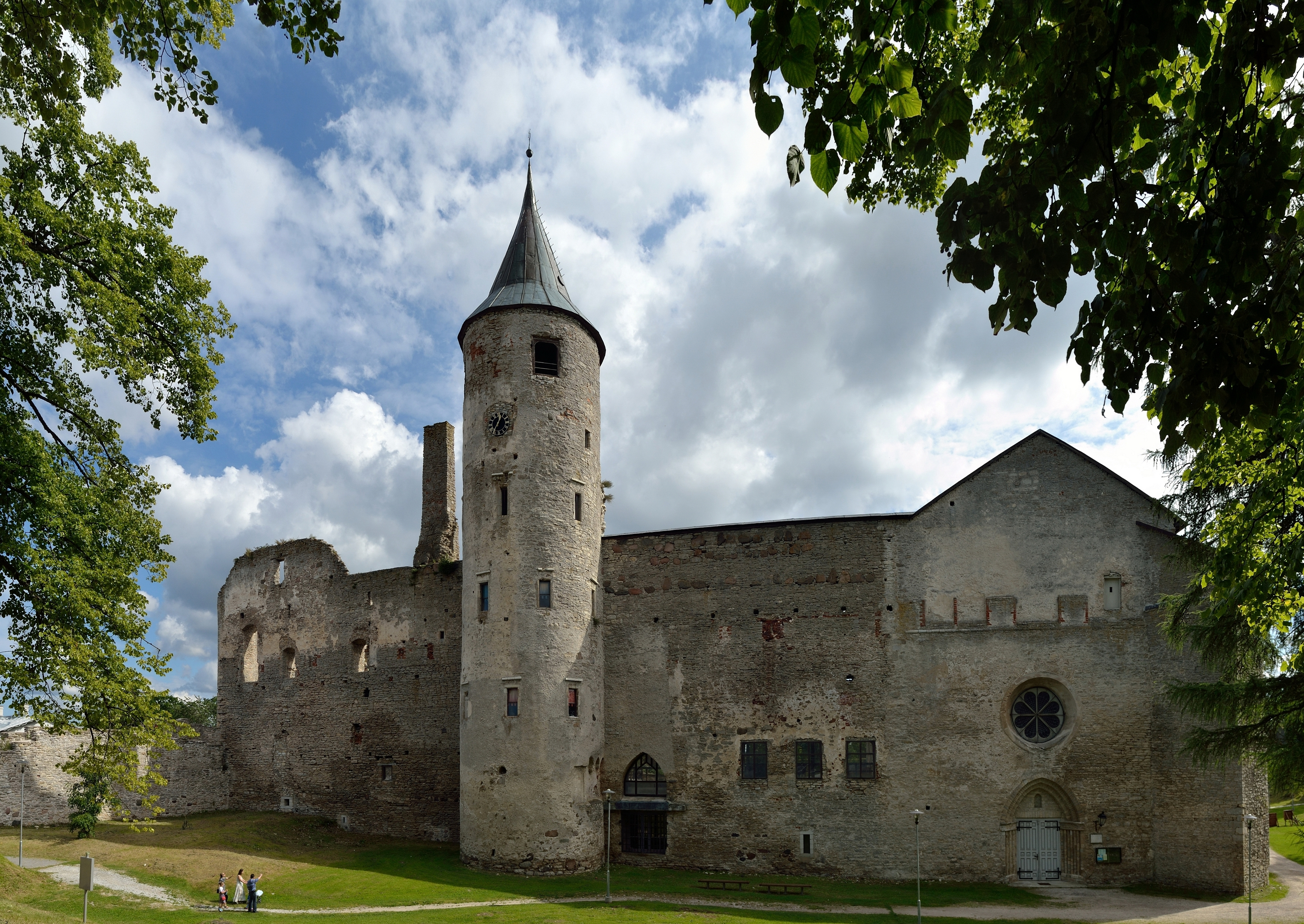
哈普薩盧城堡

哈普薩盧城堡是愛沙尼亞西部城市哈普薩盧的一座城堡建築。這座城堡始建於13世紀，城堡附設有一座主教座堂。城堡的修建耗時達3個世紀。17世紀大北方戰爭時期，愛沙尼亞被俄羅斯統治，城堡的城牆被拆除。

## 外部連結
- 哈普萨卢城堡官方网站 （页面存档备份，存于） （文） （英文）
- . Castles of Europe.   [2014-03-09]. （原始内容存档于2019-05-29）. （英文）

58°56′50.00″N 23°32′19.00″E / 58.9472222°N 23.5386111°E